# Lorenz von Stein
Pour les articles homonymes, voir Stein.
Lorenz von Stein, né le 18 novembre 1815 à Eckernförde et mort le 23 septembre 1890 à Vienne, est un économiste et sociologue allemand. En tant que conseiller pour le Japon de l'ère Meiji, ses opinions politiques libérales, influencèrent la rédaction de la Constitution de l'empire du Japon.

## Biographie
Jusqu'en 1832, il est un élève du Christians-Pflegeheim (de) à Eckernförde. De 1835 à 1839, il étudie la philosophie et le droit aux universités de Kiel et d'Iéna. Pendant ses études, il devient membre de la Burschenschaft Albertina Kiel en 1836 et de la Vereinigte Burschenschaft auf dem Burgkeller Jena en 1837. 

## Concepts
Il introduit dans ses travaux plusieurs expressions novatrices pour décrire les transformations économiques et sociales des États allemands et français. Dans son livre Die sozialistischen und kommunistischen Bewegungen seit der dritten französischen Revolution (« Les mouvements socialiste et communiste depuis la troisième révolution française ») publié en 1842, Stein introduit le terme de « mouvement social » dans le langage universitaire. 
En 1850, il diffuse dans une étude consacrée au Second Empire français (Geschichte der sozialen Bewegung in Frankreich von 1789 bis auf unsere Tage) le concept d’État social (Sozialstaat), qui développe l'idée selon laquelle l’État a un devoir social vis-à-vis des populations laborieuses,.